# Juez

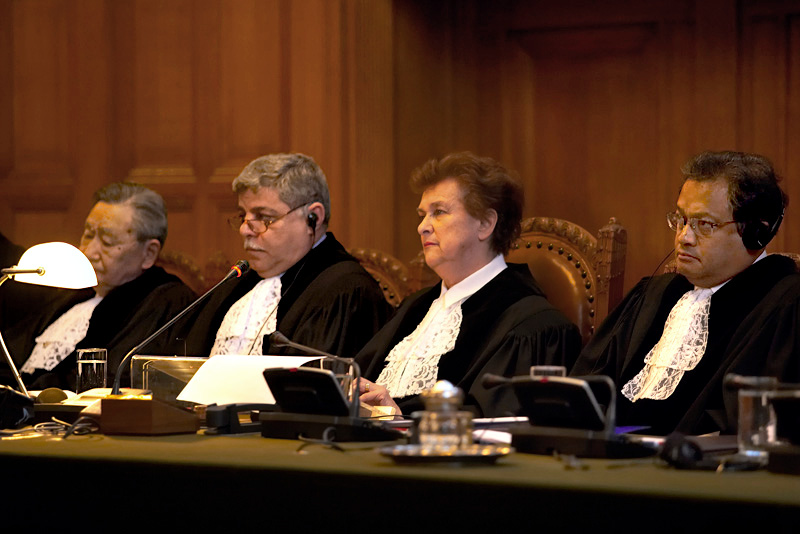
Grupo de jueces de la Corte Internacional de Justicia, vestidos con toga.

El juez o jueza es la persona que resuelve una controversia o que decide el destino de un imputado, tomando en cuenta las evidencias o pruebas presentadas en un juicio, administrando justicia. Conviene distinguir al juez del tribunal, el cual no es jurídicamente un ser humano, sino un órgano judicial compuesto por personas físicas, que pueden rotar sin vulnerar esta garantía.
Habitualmente son considerados empleados o funcionarios públicos, aunque ello dependerá del país en concreto, son remunerados por el Estado (sin perjuicio de la figura de los jueces árbitros y los jueces de paz), e integran el denominado Poder Judicial. En general, se caracterizan por su autonomía, independencia e inamovilidad, sin que puedan ser destituidos de sus cargos salvo por las causas establecidas constitucional o legalmente. Asimismo, son responsables de sus actos ministeriales, civil y penalmente.
La concepción de juez, encuentra justificación racional en el aprovechamiento por la entidad estatal respectiva, de la experiencia, conocimientos, destreza, capacidad, sensibilidad e identidad adquiridas en el desempeño de la labor, así como del desarrollo de la virtud innata para impartir justicia como producto del ejercicio de la función, de los mejores jueces con que cuenta el Poder Judicial, con el propósito que la prestación del servicio público de justicia a la ciudadanía, se encuentre en manos de los más calificados y experimentados jueces de cada Estado.

## Sujeción del juez a la Ley
El derecho es un sistema complejo de secuencias de normas y actos jurídicos establecidos de antemano. Sin embargo, los órganos de aplicación deciden el significado de la norma que se aplica. Son los jueces los encargados de la aplicación del derecho y estas normas. Por eso el orden jurídico es el cuadro de las transformaciones jurídicas, no algo acabado o en reposo, y esto produce una serie de paradojas ya que la creación jurídica es constante y los jueces generan jurisprudencia. El proceso interpretativo genera un enunciado que a su vez deviene norma jurídica.
En el modelo europeo continental la figura del Juez es muy diferente a la del modelo estadounidense,  en el que la idea roussianiana de la Ley generó un sistema jurídico que vincula a los jueces a la ley. En el modelo europeo –por ejemplo, el español–, los jueces poseen un mayor margen de discrecionalidad en la interpretación jurídica.
En los Estados Unidos los jueces fundamentan sus decisiones en la Constitución más que en las leyes u otras normas jurídicas, lo cual les otorga un gran poder político. Si las leyes no les parecen constitucionales no las aplican.
Sin embargo, en nuestro modelo judicial (europeo y latinoamericano) todos los poderes públicos están sometidos a la ley. Existe una sujeción del juez al legislador (función legislativa del poder legislativo) y una subordinación del J.v.c.  
- El juez no está autorizado a crear normas jurídicas.
- Las decisiones del Juez están fundadas en normas jurídicas que provienen de una fuente autorizada.
- Se presume que el Juez conoce la ley y demás normas jurídicas.
- El juez no puede rechazar la aplicación de una ley.

Sin embargo, la función del Juez no es algo meramente mecánico, la visión tradicional del Juez y la exigencia básica de su sumisión a la ley no significa que el Juez no sea un jurista, no significa la esterilización de su profesionalismo y sus ideales de justicia. La interpretación de la Ley implica una importante función valorativa, no solo técnica, ya que la función del Juez implica también un control de los otros poderes del Estado siempre y cuando la Ley sea consecuencia de una democracia y el Juez no se convierta en un poder político.
La identificación del poder político a la impunidad y la corrupción, se da cuando los regímenes de transición hacia la democracia conservan rasgos de la cultura política totalitaria en la cual la Independencia judicial es incierta, tal como sucedió en la Alemania nazi. El riesgo, en los países europeos y latinoamericanos que han vivido regímenes dictatoriales, es que los jueces siempre fallen a favor del poder ejecutivo de turno.
No podrá ejercer como juez aquel que esté inculpado o procesado por algún delito hasta tanto no sea sobreseído o absuelto, tampoco aquella persona que haya sido condenada por un delito doloso hasta que no haya sido rehabilitada y tampoco aquellas personas que estén privadas de sus derechos cívicos por impedimentos físicos o psíquicos.
No todos los jueces están al frente de un tribunal. Un juez puede dedicarse profesionalmente al ejercicio de la jurisdicción o cumplir funciones administrativas o gubernativas, como el que trabaja en el Registro Civil o el que trabaja, por ejemplo en España, en el Consejo General del Poder Judicial. En España los jueces de paz ejercen potestad jurisdiccional pero no tienen un carácter profesional como los otros ni su puesto es inamovible.

## Tipos de judicaturas
La potestad del juez es conferida por el Estado, a través de diversos procedimientos, otorgada, según el país y fundamentalmente según la tradición jurídica que este comprenda.
En los sistemas jurídicos de raíz romanista (imperantes en gran parte de Europa y América Latina), denominado Derecho continental, los jueces suelen ser nombrados por las autoridades administrativas que conforman la Rama judicial, entre ellas los superiores jerárquicos, (a menudo tras un examen o concurso); mientras que en algunos Estados de Estados Unidos (Estado Federal en que impera un sistema jurídico de raíz anglosajona), son elegidos. Estas diferencias principales entre uno y otro sistema, reconocen su origen en la existencia de tradiciones legales de procedencia heterogénea.

## Tipos de juez
Principalmente se distinguen cinco sistemas jurídicos: el Derecho continental, el  Common Law, el Derecho socialista, el derecho religioso y el Derecho mixto o híbrido, sistemas que perduran hasta nuestros días. Su concepto de justicia y su interpretación no es el mismo, ya que como ocurre en el Derecho anglosajón, la búsqueda de ese ideal se efectúa de acuerdo al rigorismo exegético del precedente judicial, lo que ha anquilosado el derecho anglosajón, lo que difiere del Derecho continental, donde la interpretación a la Ley, con base en los principios constitucionales de cada país, imbuidos de los acuerdos y tratados internacionales, constituye el camino para la búsqueda de soluciones justas, en los casos concretos. 
Aunque la función de los jueces tiene el mismo origen en cada uno de estos sistemas, su evolución es muy dispar. En el Common Law podríamos situar al juez en un papel de «creador judicial», lo que se menguó con la poca movilidad que le da el sistema de precedentes, mientras que en el Derecho continental el juez estaba adscrito a un papel más bien interpretativo.
Algunas clases de juez son las que se reseñan a continuación: 

### Atendiendo a su posición en el sistema judicial
- Magistrado o juez supremo, que es cualquiera de los magistrados que se hallan en el último grado de carrera judicial. Habitualmente integran la respectiva Alta Corte o Tribunal Supremo.
- Juez ordinario es todo aquel que ejerce su jurisdicción por derecho propio y se halla establecido por oficio permanente para administrar justicia en un punto determinado.
- Juez convencional por las mismas partes para entender en un negocio determinado, el cual no tiene propiamente el cargo público de juez, siendo solo un particular, con la potestad, bajo el cumplimiento de ciertos requisitos, de resolver un problema particular y concreto.

### En relación con la interposición del recurso de apelación o alzada
- Juez superior llamado también Juez ad quem que es el que tiene autoridad para juzgar las causas en apelación y conocer de las quejas contra los inferiores.
- Juez a quo, aquel cuya sentencia o auto es recurrido ante instancia superior.

### En relación con su competencia
- Juez competente es el que tiene competencia para conocer de un asunto o un negocio.
- Juez incompetente es el que carece de competencia para conocer del negocio de que se trata por razón de la persona, de la materia o del lugar o cualquier otra.
- Juez privativo es el que tiene la facultad para conocer de una causa, con inhibición o exclusión del ordinario que debería conocerla; o el que ejerce alguna jurisdicción privilegiada en orden a ciertas personas o asuntos.
- Juez promiscuo es el que conoce todo tipo de asunto, dentro de su jurisdicción territorial, con algunas salvedades que a cada jurisdicción conciernen.

## Evolución histórica de la función del juez

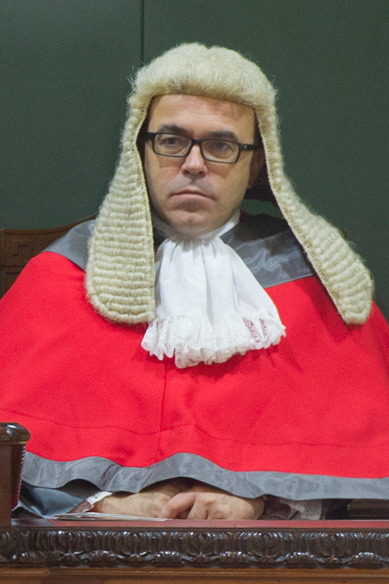
Imagen de un juez inglés con la característica peluca.

Los jueces en Roma, antes del período imperial, no eran expertos en derecho, tenían un poder muy limitado, debiendo asesorarse por medio de jurisconsultos. Durante el período imperial su función principal era la aplicación de la voluntad del emperador. Fue en los tiempos medievales y prerrevolucionarios  su poder estuvo menos limitado y su actuación era similar a la de los actuales jueces ingleses.
No obstante, con las revoluciones, la construcción de los Estados, las soberanías nacionales y la separación de poderes, se restringió categóricamente la función judicial, los jueces ya no podrían hacer el derecho, rechazándose la doctrina del "stare decisis". Así el juez del Derecho continental, era una especie de empleado experto (un mero empleado público), cuya función consistía simplemente en encontrar la disposición legislativa correcta. Sin embargo desde la creación de los Tribunales Constitucionales, ideados por Kelsen, la tarea interpretativa, ha llevado al derecho de tradición constitucional a esferas realmente liberales, en las cuales, la justicia está al alcance de todos.
Mientras en el Common Law el juez aplica el razonamiento deductivo e inductivo para dar una resolución, sustentada en las leyes; precedentes o derivada del derecho natural; es decir, sustentadas en verdades autoevidentes y que no trasgredan las leyes establecidas, a menos que estas leyes queden demostradas deductiva o inductivamente que son inválidas; que siendo el caso, serán desechadas o modificadas. Eso sin embargo se ve limitado, ya que el precedente judicial, se convirtió en una fuente que limita el poder creador del juez.
Aunque hay similitudes entre ambas clases de jueces, en sus funciones propiamente tales se logra apreciar una vasta diferencia, que por razones históricas se ha originado. El profundo cambio que sufrió el derecho, después de la unidad jurídica que compartía toda Europa, el Derecho romano, se deriva a los sistemas jurídicos actuales, tan diferentes, pero a la vez análogos entre sí; y en esta misma transformación los jueces tomaron distintos rumbos, marcándose decisivamente los papeles interpretativos y creativos que en estos sistemas se ejecutan.

### Tipos de juez históricos
Empezando por las denominaciones ya anticuadas, diremos que se han conocido entre nosotros las siguientes: 
- Juez pesquisidor se llamaba al juez de comisión que alguna vez nombraban los tribunales superiores, como el Consejo Real, chancillerías y audiencias, ya únicamente para averiguar ciertos delitos y descubrir a sus autores ya también para castigarlos, con inhibición de la justicia ordinaria.
- Juez laboral: en todo proceso laboral los jueces deben evitar que la desigualdad entre las partes que afecte el desarrollo o resultado del proceso, para cuyo efecto procuran alcanzar la igualdad real de las partes, privilegian el fondo sobre la forma, interpretan los requisitos y presupuestos procesales en sentido favorable a la continuidad del proceso, observan el debido proceso, la tutela jurisdiccional y el principio de razonabilidad. En particular, acentúan estos deberes frente a la madre gestante, el menor de edad y la persona con discapacidad.
- Juez avenidor o de avenencia es en el lenguaje de las Partidas, el juez árbitro y arbitrador.
- Juez apartado se llamaba antiguamente al juez que ejercía alguna jurisdicción especial o privilegiada.
- Juez in curia se llamaba a cualquiera de los seis jueces apostólicos españoles a quienes el nuncio del papa en Madrid debía someter el conocimiento de las causas que venían en apelación a su tribunal.
- Juez de encuesta era el ministro togado de Aragón, que hacía inquisición o pesquisa contra los funcionarios y dependientes de la administración de justicia.
- Juez mayor de Vizcaya era uno de los magistrados de la Chancillería de Valladolid, el cual formaba tribunal por sí solo y conocía en segunda instancia de las causas contra vizcaínos que iban en apelación del corregidor y justicias de Vizcaya y que luego pasaban en grado de revistas la sala también titulada Mayor de Vizcaya en la misma chancillería.
- Juez oficial de capa y espada se llamaba a cada uno de los ministros de capa y espada que había en la audiencia de la Contratación a Indias en Cádiz, cuando existía este tribunal.
- Juez de residencia era el juez delegado que cuando cumplían los corregidores, alcaldes mayores y demás que administraban justicia, era enviado por el Supremo Consejo para reasumir la jurisdicción ordinaria y examinar la conducta de dichos funcionarios, oyendo quejas o tomando noticias e informes.
- Juez pedáneo llamaban los romanos a los asesores o consejeros del pretor, porque se sentaban en bancos más bajos y quasi wi pedes prætoris a los jueces delegados y compromisarios y a los que no tenían autoridad sino para conocer de causas leves.
- Juez de competencias se llamaba a los ministros de cada uno de los consejos o tribunales supremos que el rey designaba cada año para decidir a pluralidad de votos las competencias formadas por las diferentes jurisdicciones.
- Juez conservador se llamaba a los jueces nombrados para conocer en primera instancia de los negocios de los extranjeros transeúntes.[5]